# 체스터 A. 아서 대통령 취임식
1881년 9월 20일 동부 표준시 오전 2시 15분, 체스터 A. 아서는 제21대 미국 대통령으로 취임했다. 이 취임식은 아서의 유일한 임기(1881년 9월 20일부터 1885년 3월 4일까지의 잔여 임기) 시작을 알렸다. 대통령 취임 선서는 뉴욕시 아서의 사저에서 뉴욕주 대법원 판사 존 R. 브래디가 집행했다. 이틀 후, 아서는 워싱턴 D.C.에서 두 번째 취임식을 가졌으며, 이때는 미국의 연방 대법원장 모리슨 웨이트가 선서를 집행했다. 아서는 전임자 제임스 A. 가필드가 공직을 얻으려던 문제 있는 사람인 찰스 기토에게 암살당한 후 대통령직에 올랐다.
아서는 대통령 사망 후 대통령직을 승계한 네 번째 미국의 부통령이었지만, 대통령이 장기간 직무 불능 상태에 빠진 후 승계한 첫 부통령이었다. 가필드의 긴 회복 기간은 그의 내각이 대통령의 책임을 어떻게 위임해야 할지 불확실하게 만드는 "80일 위기"를 초래했다. 미국 의회가 휴회 중이었고 아서가 대중에게 일반적으로 호감을 사지 못했기 때문에, 내각은 가필드의 책임을 분산시키지 않기로 결정했다. 가필드가 9월에 부상으로 사망하자, 아서는 1841년 존 타일러에 의해 확립된 선례에 따라 직무를 수행했다. 대통령의 직무 불능 문제는 우드로 윌슨이 치명적이지 않은 뇌졸중을 겪은 후 특히 20세기까지 이어졌으며, 1967년 미국 수정 헌법 제25조가 비준될 때까지 계속되었다.

## 배경

### 대통령 승계
직무 중 사망한 첫 미국 대통령은 윌리엄 헨리 해리슨으로, 1841년 4월 4일 자정 직후 폐렴으로 사망했다. 당시 미국 헌법 제2조는 "대통령이 직무에서 해임되거나 사망할 경우 ... 그 직무는 부통령에게 귀속된다"고 명시하고 있었다. 해리슨 내각 구성원들은 이 조항의 의미에 대해 합의하지 못했다. 일부는 "그 직무"가 부통령이 전임자의 잔여 임기 동안 자동으로 대통령직을 맡는다는 의미라고 믿었고, 다른 일부는 부통령이 대리 또는 임시 대통령이 될 것이라고 해석했다. 후자의 해석에 따르면, 당시 부통령이었던 존 타일러는 특별 선거로 다음 공식 직함을 가질 사람이 결정될 때까지 대통령의 직무만 맡게 될 것이었다.
타일러는 헌법 제2조가 해리슨 사망 직후 그에게 대통령의 직무와 직함 모두를 부여한다고 믿었다. 그는 이 해석을 해리슨 내각에 주장했고, 내각은 결국 동의했다. 타일러는 개인적으로 부통령 취임 선서로 충분하다고 믿었지만, 대통령 취임 선서를 하는 것이 그의 직무 주장을 더욱 합법화할 것이라고 이해했고, 4월 6일 공식 취임식이 거행되었다. 취임식 사흘 후, 타일러는 공식 대통령 연설을 통해 사망한 대통령의 부통령으로서 그에게 "대통령 직무가 부여되었다"고 설명했다. 미국 의회는 그해 6월 타일러 지지자 헨리 A. 와이즈가 후원한 결의안을 통과시키며 타일러의 대통령직 승계를 공식화했다.
미국 헌법 제2조를 통한 미래 대통령 취임식은 타일러의 경우보다 덜 논란이 많았다. 1850년 재커리 테일러가 직무 중 사망하자, 그의 부통령 밀러드 필모어는 테일러 내각이 "미국 대통령"에게 보낸 메모를 통해 전임자의 사망 소식을 알게 되었다. 필모어는 1850년 7월 10일 미국 국회의사당 하원 의사당에서 공식적으로 취임 선서를 했다. 에이브러햄 링컨 암살 후, 내각은 앤드루 존슨에게 언제 어디서 취임하고 싶은지 물었고, 그는 가장 빠른 시간에 호텔 방에서 취임하겠다고 선택했다. 새먼 P. 체이스는 롤리 호텔에서 오전 10시에서 11시 (ET) 사이에 대통령 취임 선서를 집행했다.

### 1880년 선거
1880년까지 공화당은 엽관제에 대한 견해에 따라 두 파벌로 나뉘어 있었다. 스톨워트는 제도를 유지하려 했고, 하프브리드는 제임스 G. 블레인의 공무원 개혁 노력을 지지했다. 1880년 공화당 전당대회에서 블레인은 하프브리드 파벌의 대통령 후보로 선두를 달렸고, 스톨워트는 율리시스 S. 그랜트의 세 번째 임기를 추구했다. 두 파벌은 34차 투표까지 교착 상태에 빠졌고, 이때 위스콘신 대표단은 오하이오주 하원의원이자 존 셔먼의 대통령 출마를 지지하던 제임스 A. 가필드를 중심으로 뭉쳤다. 두 번의 투표 후, 가필드는 399표를 얻어 공화당 후보로 지명되었다.
스톨워트들을 달래기 위해 가필드는 체스터 A. 아서를 자신의 러닝메이트로 선택했다. 아서는 뉴욕주 상원의원 로스코 콩클링의 스톨워트 부사령관으로 여겨졌으며, 이전에 뉴욕 세관을 운영하다가 러더퍼드 B. 헤이스에 의해 사무실 내 뇌물 수수 및 부패를 조장했다는 이유로 해임된 적이 있었다. 아서의 선택은 양쪽 당파 모두에게 논란을 일으켰다. 하프브리드들은 지명 수락으로 콩클링과 다른 스톨워트들을 무시한 아서를 불신했다. 콩클링은 아서에게 지명을 "경멸적으로 거절"하도록 설득하려 했으며, 가필드의 패배는 이미 예견된 일이라고 주장했지만, 아서는 심지어 "쓸모없는 지명"이라도 "큰 영광"이 될 것이라고 답했다. 당의 다른 쪽에서는 에드윈 로렌스 갓킨이 더 네이션 독자들에게 "부통령직만큼 [아서의] 해악이 적을 곳은 없다"고 안심시켰다. 일부 공화당원들은 가필드에게만 투표하고 아서에게는 투표하지 않는 방식으로 투표를 분할하는 것이 가능한지 물었다. 가필드는 자신의 러닝메이트를 부패 혐의로부터 변호하며 셔먼에게 "그는 부정직하지 않았고, 단지 비효율적이었을 뿐이다"라고 말했다.
1880년 미국 대통령 선거의 투표율은 높았으며, 유권자 78%가 참여했다. 가필드는 윈필드 스콧 핸콕을 214대 155의 선거인단 투표로 물리쳤다. 그는 불과 7,368표 차이로 일반 투표에서 승리했으며, 당시 미국 대통령 당선자 중 가장 적은 득표차였고, 그의 많은 선거인단 득표는 근소한 차이로 얻어졌다. 가필드는 뉴욕주에서 득표율 2% 미만의 차이로 승리했다. 만약 뉴욕주의 35개 선거인단 표가 핸콕에게 돌아갔다면, 그가 대통령이 되었을 것이다.

### 가필드 암살

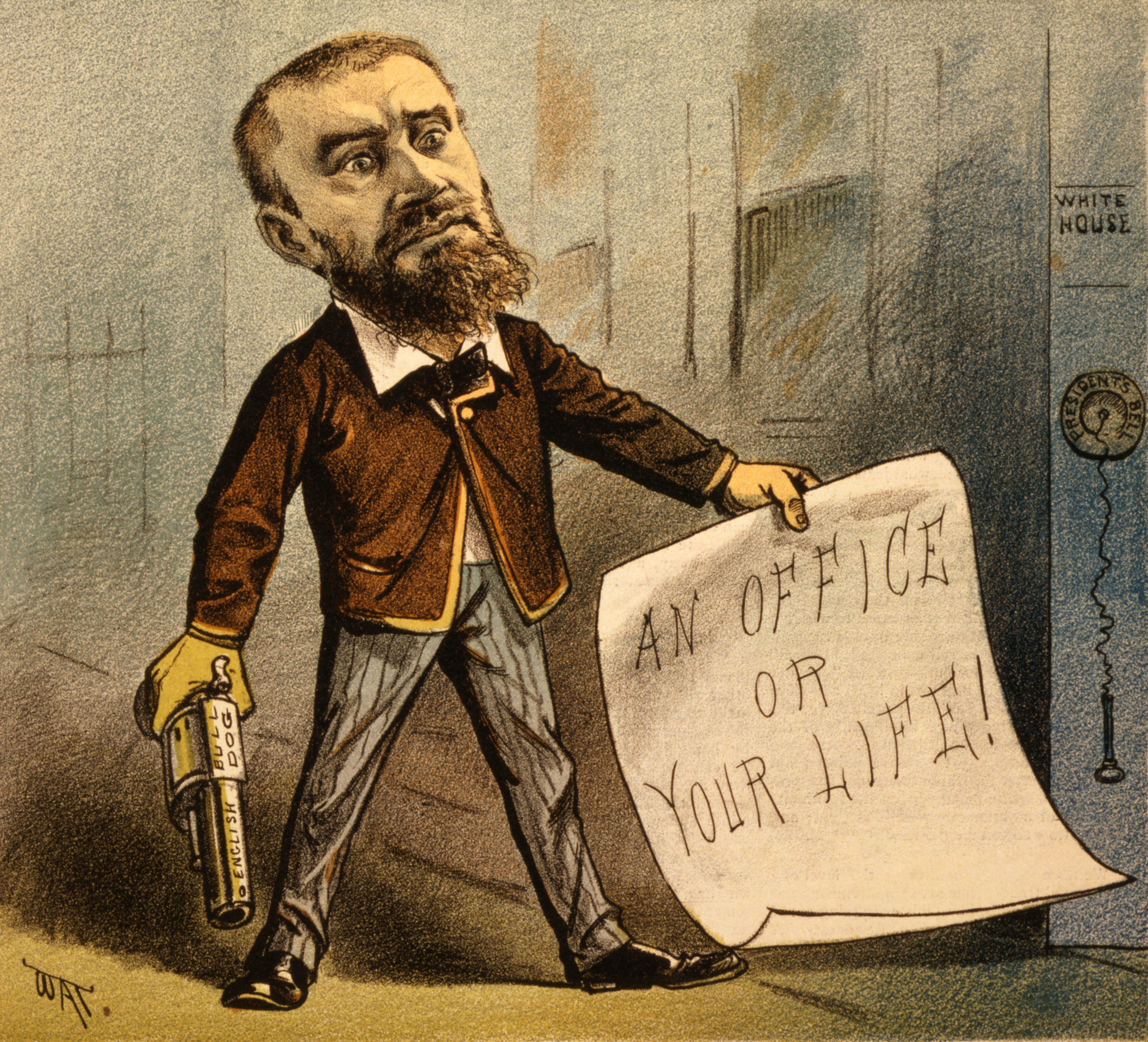
가필드 암살범 찰스 기토를 묘사한 1881년 정치 만화

1881년 3월 5일, 찰스 기토는 가필드에게 정치적 직위를 청원하기 위해 워싱턴 D.C.로 갔다. 극도의 정신 능력이 손상되었다고 알려진 기토는 가필드를 지지하는 선거 유세 연설에 대한 대가로 외교적 직위를 받을 자격이 있다고 믿었다. 그는 가필드와 면담을 시도하는 사람들에 의해 repeatedly 거절당했지만, 아서는 그에게 약간의 동정을 보였고, 기토는 그들이 친구라고 믿었다. 5월 18일, 콩클링이 상원 의원직을 사임한 지 이틀 후, 기토는 "대통령이 물러나면 모든 것이 더 잘 될 것이다"라는 신의 계시를 받았다고 믿으며 가필드를 암살하기로 결정했다. 기토는 6월 6일 .44구경 브리티시 불독 리볼버, 칼, 탄약 한 상자를 구입했고, 포토맥강가에서 사격 연습을 했다. 그는 다음 한 달 동안 가필드를 스토킹하며, 처음에는 교회에서 총을 쏘려 했으나, 가필드와 그의 아내가 뉴저지 집으로 가는 기차를 탈 볼티모어 앤 포토맥 철도역에서 총을 쏘기로 결정했다.
1881년 7월 2일 오전 9시 30분경 (ET), 기토는 볼티모어 앤 포토맥 역에서 블레인과 동행하던 가필드에게 두 발의 총을 발사했다. 그는 총을 발사하자마자 거의 즉시 체포되었고, 그를 붙잡은 경찰관들에게 "내가 했다. 감옥에 갈 것이다. 나는 스톨워트이고 아서가 대통령이 될 것이다."라고 말했다. 구치소에 앉아 있는 동안, 기토는 계속해서 경찰에게 자신이 아서와 개인적인 친구이며, 가필드를 암살한 대가로 보상을 받을 것이라고 주장했다. 뉴욕시 경찰국장 스티븐 프렌치는 미국 대중이 아서와 기토를 연관시켜 그에게 폭력을 시도할까봐 우려했다. 이에 그는 아서가 머물고 있던 피프스 애비뉴 호텔에 여러 명의 경찰관과 형사를 배치했다. 아서는 처음에는 대통령직을 너무 열망하는 것으로 보이지 않도록 수도로 가는 것을 피했지만, 밤 11시까지 가필드가 살아있자 심야 열차를 타고 수도로 가기로 결정했다.

### 80일 위기
아서를 포함한 대부분의 미국인들은 가필드가 총격을 받은 후 빠르게 사망할 것이라고 믿었다. 해리슨과 테일러는 각각의 질병으로 사망하기 전까지 며칠 동안 직무 불능 상태에 있었고, 링컨은 16년 전 암살당한 지 불과 몇 시간 만에 사망했다. 그러나 가필드는 장기간 직무 불능 상태에 빠진 첫 대통령이 되었다. 그는 살아있었지만 육체적, 정신적으로 약해져 있었다. 그의 긴 회복 기간은 해리슨으로부터 시작된 헌법적 위기를 복잡하게 만들었다. 미국 헌법 제2조는 병들거나 부상당한 대통령에 대해 "그 직무의 권한과 의무를 수행할 수 없는 경우"라는 조항으로만 다루었지만, 이는 가필드에게 완전히 적용되지 않았다. 그는 회복 과정 내내 정신이 명료할 때와 그렇지 않을 때를 오갔다.
또 다른 혼란스러운 요인은 대중이 아서를 일반적으로 싫어했다는 점이었다. 가필드 암살 시도는 신문과 정치인들이 그의 죽음이 아서의 대통령직 승계로 이어질 것이라는 점을 깨닫고 공포에 휩싸였다. 아서에 대한 적개심은 가필드의 상태가 악화될수록 커졌고, 그가 회복되는 것처럼 보일 때 줄어들었다. 아서는 또한 강탈자로 비난받을까 봐 대통령의 직무를 너무 열망하는 것처럼 보이지 않으려 했다. 그는 자신이 받은 살해 협박과 대통령 암살에 자신이 공모했다는 이론을 두려워하여 대중 생활에서 물러났다. 정치학자 재러드 코언과 역사가 캔디스 밀러드에 따르면, 아서는 대통령직을 원한 적이 없었으며, 부통령직을 자신의 궁극적인 목표로 보았다. 그것은 엘리트 직책의 명성을 가져다주었지만, 대통령이 직면하는 막중한 책임은 없었다.
활동적인 행정부 지도부 부재로 인해 미국은 정치적, 경제적 혼란에 빠졌다. 대법원의 공석은 채워지지 않았고, 스타 루트 스캔들에 대한 조사는 교착 상태에 빠졌다. 외교 문제 전반에 걸쳐 관심이 필요했으며, 항상 변동이 심한 주식시장은 하락세를 보였다. 이러한 연방 지도력의 부재는 의회가 3월에 휴회에 들어가 12월까지 재소집되지 않았다는 사실로 인해 더욱 심화되었다. 블레인은 미국 헌법 제2조가 가필드가 직무 불능 상태에 있는 동안 내각이 아서를 대리 대통령으로 지명할 수 있다고 제안한 첫 인물이었으며, 아서 자신은 이 의견을 거부했다. 가필드의 내각은 대통령의 긴 회복 기간을 처리하는 세 가지 방안을 제안했다. 첫 번째 방안은 의회의 긴 휴회를 이용하여 직무 불능 상태의 대통령이 권한을 유지하도록 허용하는 것이었다. 두 번째는 가필드가 내각의 선임된 구성원을 통해 직무를 수행하도록 행정 권한을 위임하는 것이었다. 마지막으로, 그들은 의회가 "대통령의 직무 불능 기간 동안 대통령의 임시 직무 수행"을 규정하는 법안을 통과시킬 것을 제안했는데, 이는 휴회 기간 동안 시행하기 어려웠다. 내각은 결국 즉각적인 긴급 상황이 발생하지 않을 가능성을 감수하고 극단적인 조치를 취하지 않기로 결정했다.

## 취임

### 첫 취임 선서

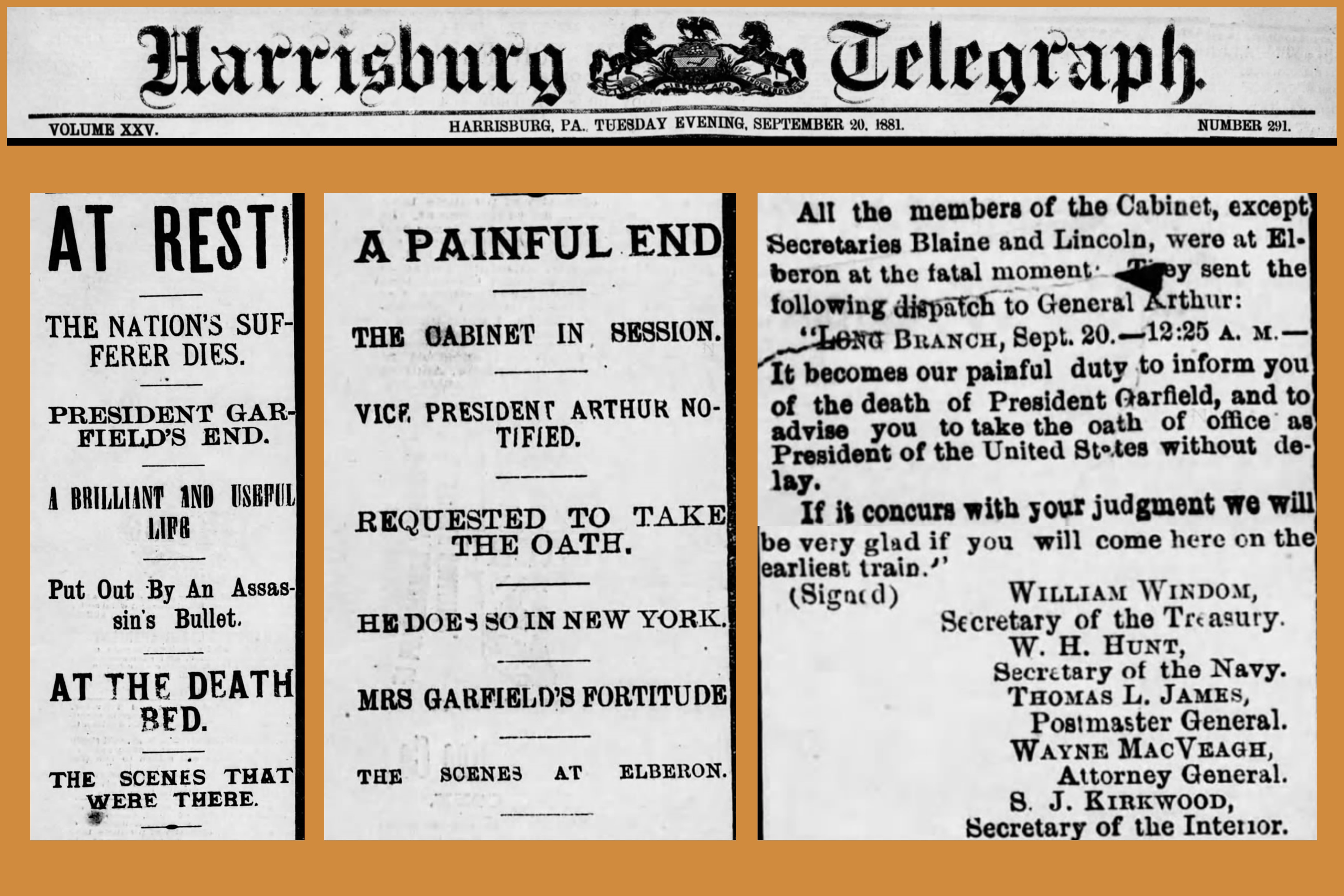
해리스버그 텔레그래프에 가필드의 사망 소식이 보도되었으며, 아서에게 보낸 전보도 포함되어 있다.

가필드의 주치의 윌러드 블리스 박사는 동시대 인물인 조지프 리스터가 주장한 초기 방부제 시술을 믿지 않았고, 블리스의 비위생적인 총알 제거 시도로 인해 가필드의 총상은 감염되었다. 총격을 받은 지 두 달 후인 1881년 9월 19일 저녁 10시 35분경 (ET), 가필드는 사망했다. 자정 직후 더 선의 기자가 아서의 집에 도착하여 가필드의 사망 소식을 알렸다. 아서는 처음에는 그 보고를 믿지 않았고, 기자에게 "설마, 제발 실수이기를 바랍니다."라고 말했다. 이 초기 보고는 곧 미국의 법무부 장관 웨인 맥비가 서명하고 다른 네 명의 내각 구성원이 서명한 전보로 이어졌다. 맥비는 아서에게 "지체 없이 미국 대통령으로 취임 선서를 할 것"을 권유하고 "내일 가장 빠른 기차로" 워싱턴으로 오라고 요청했다. 그는 전보에 즉시 답장하여 "귀하의 소식은 저를 깊은 슬픔에 잠기게 합니다. 가필드 부인에게 저의 깊은 위로를 전해 주십시오."라고 말했다. 뉴욕 타임스 기자가 아서의 집에 도착하여 새로운 대통령이 성명을 발표할 것인지 물었을 때, 앨렉 파월은 그를 돌려보내며 "그는 방에 혼자 앉아 아이처럼 울고 있습니다... 감히 방해할 수 없습니다."라고 말했다.
아서는 마음을 가다듬은 후, 두 대의 마차를 보내 적합한 판사를 찾아 취임 선서를 집행하게 했다. 엘리후 루트와 피에르 C. 반 위크는 새벽 2시 직전에 뉴욕주 대법원 판사 존 R. 브래디와 함께 돌아왔다. 아서의 아들 체스터 앨런 아서 2세는 컬럼비아 대학교에서 공부하다가 아서의 집으로 불려왔다. 브래디는 새벽 2시 15분, 렉싱턴 애비뉴 123번지 아서의 브라운스톤 주택 거실에서 대통령 선서를 집행했으며, 선서는 손으로 쓴 종이 조각을 읽어 진행되었다. 이는 1789년 조지 워싱턴의 첫 취임식 이후 뉴욕시에서 열린 첫 취임식이었다. 여러 기자들이 밖에 모여 있었고, 프렌치는 건물 밖에 두 명의 경찰관을 배치했다. 선서를 낭독한 후, 아서는 서재로 들어가 친구 존 리드와 이야기를 나눈 후, 마침내 새벽 5시에 잠자리에 들었다.
공화당 상원의원들 간의 내분으로 5월에 상원 임시 의장 선출 없이 휴회했고, 12월에 하원이 재개될 때까지 하원 의장은 없을 것이었다. 아서는 워싱턴으로 가는 길에 사고로 사망하거나 암살당할 경우 대통령 승계가 단절될 것을 우려하여, 상원이 임시 의장을 선출할 수 있도록 즉각적인 특별 상원 회의를 소집하는 선언문을 백악관으로 우편으로 보냈다. 워싱턴에 도착한 아서는 그 편지를 파기했으며, 3주 후 토머스 F. 베이아드가 상원 임시 의장으로 선출되었다.

### 워싱턴에서의 의식
아서는 주(州) 공무원이 집행하고 연방 기록이 없는 성급한 첫 취임식이 합법성 위기를 초래할 것을 우려하여, 워싱턴 D.C.에서 공식적인 의식으로 대통령 선서를 다시 하기로 동의했다. 그는 9월 20일 아침 워싱턴으로 가서 가필드의 장례식 행렬에 참석했고, 다음 날 대법원장 모리슨 웨이트 앞에서 취임 선서를 다시 했다. 이 두 번째 선서식은 조용히 준비되었으며, 미국 상원 의전관 리처드 J. 브라이트에게 의식을 위해 국회의사당의 부통령실을 준비하도록 지시했다. 헤이스와 그랜트, 연방 대법원 대법관 존 마셜 할런과 스탠리 매슈스, 가필드 내각 구성원 일부, 상원의원 7명, 하원의원 6명을 포함하여 약 40명이 참석했다. 의식은 정오 직후에 열렸으며, 웨이트와 그의 대법관들은 오후 12시 10분 (EDT)에 도착했다. 웨이트는 또한 대법원의 기록을 위해 취임식을 문서화했다.
이전의 부통령들이 대통령직을 승계한 것과 달리, 아서는 이전에 선출직 공직을 맡은 적이 없었으며, 정치인들과 작가들은 그의 취임 연설에서 무엇을 기대해야 할지 알지 못했다. 연설에서 그는 대통령 승계의 강점을 강조하며 "국민이 선택한 사람이 쓰러지더라도 그의 헌법적 후임자가 충격이나 긴장 없이 평화롭게 취임한다는 사실보다 우리 민주 정부의 더 높고 확실한 증거는 없을 것이다"라고 말했다. 아서는 취임 연설에서 대중의 두려움을 진정시키려 노력하며, 다른 길을 택하지 않고 가필드의 국가 비전을 따를 것이라고 약속했다. 이러한 약속은 청중에게 잘 받아들여졌지만, 아서는 여전히 대중에게 널리 불신받고 싫어받는 상태로 대통령직에 올랐다.

## 여파
아서의 대통령직은 가필드의 직무 불능 기간 동안보다 대중에게 더 잘 받아들여졌다. 가필드 암살의 동기는 공무원 개혁에 대한 전국적인 추진력을 불러일으켰고, 아서는 1883년 1월 16일 펜들턴법에 서명하여 법률로 제정했다. 이 법안은 연방 정부 직위가 정치적 후원이 아닌 실력에 따라 부여되도록 공식적으로 의무화했다. 대통령 재임 중 아서는 브라이트병에 걸렸고, 이로 인해 1884년 재선을 추구할 의지가 거의 없었다. 공화당 전당대회에서 여러 대표단의 지지를 받았지만, 아서는 블레인에게 공화당 후보 지명을 잃었고, 블레인은 1884년 대통령 선거에서 그로버 클리블랜드에게 패배했다. 아서는 1886년 11월 18일에 사망했다.
아서가 첫 취임 선서를 했던 브라운스톤 건물은 그의 대통령 재임 이후 여러 차례 개조되었다. 아서 사망 후 윌리엄 랜돌프 허스트가 이 집에 살았고, 20세기 중반에는 존 클렐런 홈즈가 거주했다. 1944년부터 이 건물은 향신료 가게이자 델리인 칼루스탸가 점유하고 있다. 이 장소는 미국 국립사적지에 등재되어 있지만, 2016년 정부는 이 건물이 너무 많이 변형되어 미국 국립역사기념물로 인정될 자격이 없다고 선언했다.
장기간 대통령 직무 불능 문제는 가필드로 끝나지 않았다. 1893년, 그로버 클리블랜드는 구강암 수술을 비밀리에 받았고, 그의 고문들은 그의 건강에 대한 소문을 잠재우기 위해 그가 휴가 중이라고 주장했다. 그의 상태는 대통령 재임이 끝난 한참 후인 1917년까지 대중에게 공개되지 않았다. 1919년, 우드로 윌슨은 치명적이지 않은 뇌졸중을 겪어 남은 임기 동안 반불구가 되었다. 그의 아내 이디스를 포함한 그의 측근들이 그를 대신하여 업무를 처리했다. 1958년, 대통령 재임 중 여러 심각한 질병을 앓았던 드와이트 D. 아이젠하워는 부통령 리처드 닉슨에게 아이젠하워가 "충분한 기간 동안 적절한 직무 수행을 방해하는 장애를 겪을" 경우 부통령을 위한 "특정 조치"가 있어야 한다고 털어놓았다. 1961년, 존 F. 케네디와 러닝메이트 린든 B. 존슨은 아이젠하워와 닉슨의 "절차와 동일한 절차를 준수"하기로 합의했으며, 1967년 2월 10일 존슨의 대통령 재임 기간 동안 미국 수정 헌법 제25조는 아이젠하워, 닉슨, 케네디, 존슨이 확립한 비공식 절차를 성문화했다.

## 같이 보기
- 체스터 A. 아서 행정부
- 칼루스탸

## 참고 자료
- Ackerman, Kenneth D. (2003). 《Dark Horse: The Surprise Election and Political Murder of President James A. Garfield》. New York, NY: Carroll & Graf Publishers. ISBN 0-7867-1151-5.
- Besonen, Julie (2015년 12월 11일). “Holographic Studios and Kalustyan's Cafe in Kips Bay”. 《뉴욕 타임스》. 2022년 3월 5일에 확인함.
- Clark, James C. (1993). 《The Murder of James A. Garfield: The President's Last Days and the Trial and Execution of His Assassin》. Jefferson, NC: McFarland & Company, Inc. ISBN 0-89950-910-X.
- Cohen, Jared (2019). 《Accidental Presidents: Eight Men Who Changed America》. New York, NY: Simon & Schuster. ISBN 978-1-5011-0984-3.
- Crapol, Edward P. (2006). 《John Tyler: The Accidental President》. Chapel Hill, NC: The University of North Carolina Press. ISBN 978-0-8078-7223-9.
- Finkelman, Paul (2011). 《Millard Fillmore: The American Presidents Series, The 13th President, 1850–1853》. New York, NY: Times Books. ISBN 978-0-8050-8715-4.
- Gerhardt, Michael J. (2013). 《The Forgotten Presidents: Their Untold Constitutional Legacy》. New York, NY: Oxford University Press. ISBN 978-0-19-996779-7.
- Greenberger, Scott S. (2017). 《The Unexpected President: The Life and Times of Chester A. Arthur》. New York, NY: Da Capo Press. ISBN 978-0-306-82390-9.
- Harmon, F. Martin (2019). 《Presidents by Fate: Nine Who Ascended through Death or Resignation》. Jefferson, NC: McFarland & Company, Inc. ISBN 978-1-4766-3684-9.
- Hendricks, Nancy (2015). 《America's First Ladies: A Historical Encyclopedia and Primary Document Collection of the Remarkable Women of the White House》. Santa Barbara, CA: ABC-CLIO, LLC. ISBN 978-1-61069-883-2.
- Millard, Candice (2011). 《Destiny of the Republic: A Tale of Madness, Medicine and the Murder of a President》. New York, NY: Doubleday. ISBN 978-0-385-52626-5.
- 미국 국립공원관리청. “Chester A. Arthur House”. 미국 내무부. 2009년 1월 25일에 원본 문서에서 보존된 문서. 2022년 3월 5일에 확인함.
- Peskin, Allan (1978). 《Garfield: A Biography》. Kent, OH: Kent State University Press. ISBN 978-0-873-38210-6.
- Resnick, Brian (2015년 10월 4일). “This Is the Brain that Shot President James Garfield”. 《디 애틀랜틱》. 2022년 3월 5일에 확인함.
- Roberts, Sam (2014년 12월 8일). “Where a President Took the Oath, Indifference May Become Official”. 《뉴욕 타임스》. 2022년 3월 5일에 확인함.
- Roberts, Sam (2019). 《A History of New York in 27 Buildings: The 400-Year Untold Story of an American Metropolis》. New York, NY: Bloomsbury. ISBN 978-1-62040-980-0.
- Schlup, Leonard (1979). 《Presidential Disability: The Case of Cleveland and Stevenson》. 《Presidential Studies Quarterly》 9. 303–310쪽. JSTOR 27547485.
- Stathis, Stephen W. (1982). 《Presidential Disability Agreements Prior to the 25th Amendment》. 《Presidential Studies Quarterly》 12. 208–215쪽. JSTOR 27547806.
- “The New Administration; President Arthur formally inaugurated”. 《뉴욕 타임스》. 1881년 9월 23일. 5면. 2024년 10월 8일에 확인함 – Newspapers.com 경유.
- Trefousse, Hans L. (1989). 《Andrew Johnson: A Biography》. New York, NY and London: W. W. Norton & Company. ISBN 0-393-31742-0.